# I Элиева когорта испанцев
I Элиева тысячная конная когорта испанцев (лат. Cohors I Aelia Hispanorum milliaria equitata) — вспомогательное подразделение армии Древнего Рима.
Во время правления Траяна, вероятно, были две когорты испанцев в провинции Британия. Одна из них была увеличена в начале правления Адриана и размещена в крепости Алауна. Касательно создания I Элиевой когорты испанцев существуют следующие предположения: когорта была создана либо Адрианом, либо Антонином Пием во время одной из британских кампаний; когорта была создана путем реорганизации подразделения из крепости Алауна.
Первое свидетельство пребывания I Элиевой когорты испанцев в Британии содержится в военном дипломе, датированном 178 годом. Несколько надписей начала III века также упоминают это подразделение в составе британских войск. По всей видимости, между 213 и 222 годом база когорты располагалась в Кастра Эксплораторум.